# Snarringe
Koordinaten: 55° 25′ 15,8″ N, 13° 4′ 19,6″ O

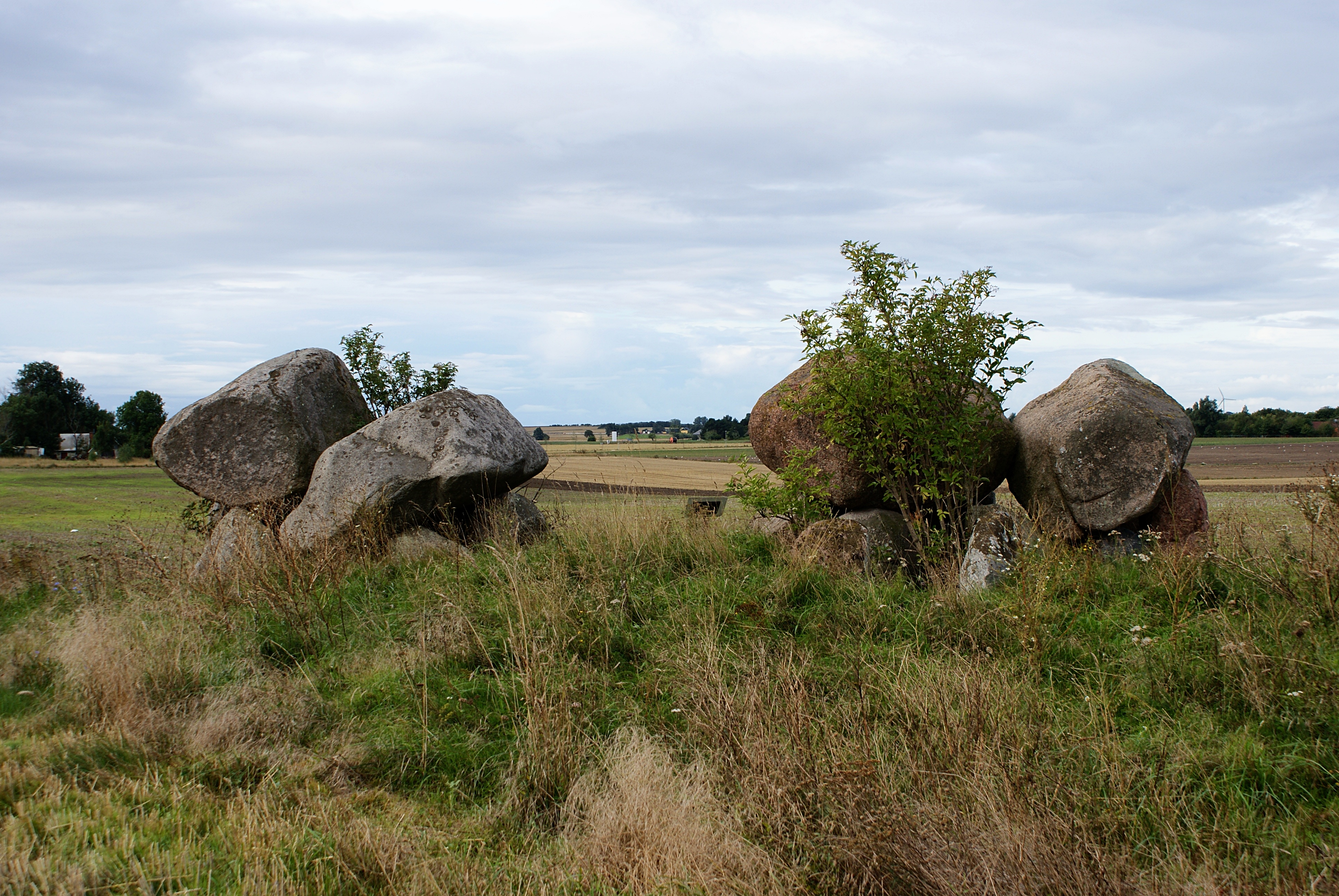
Snarringe

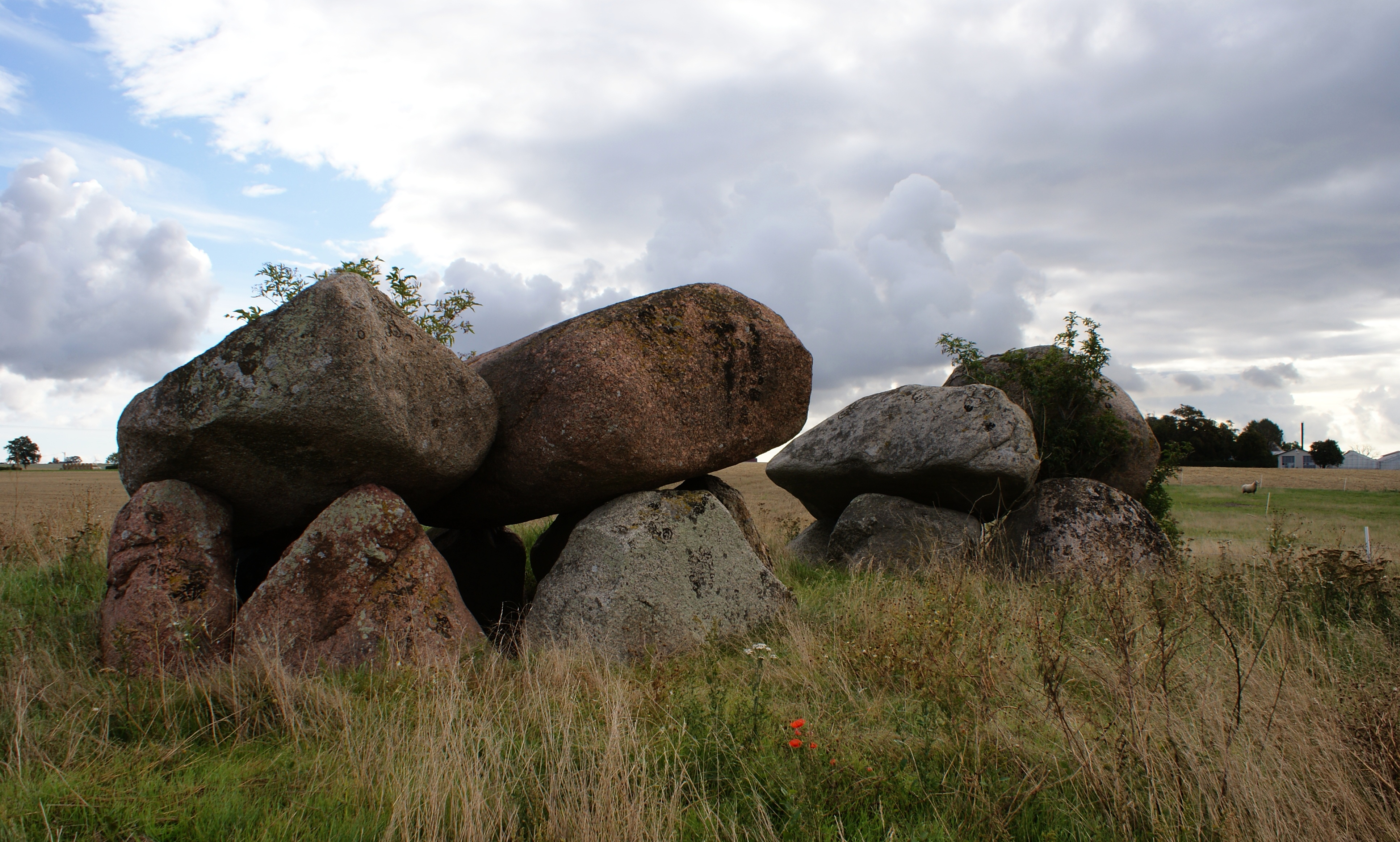
Snarringe

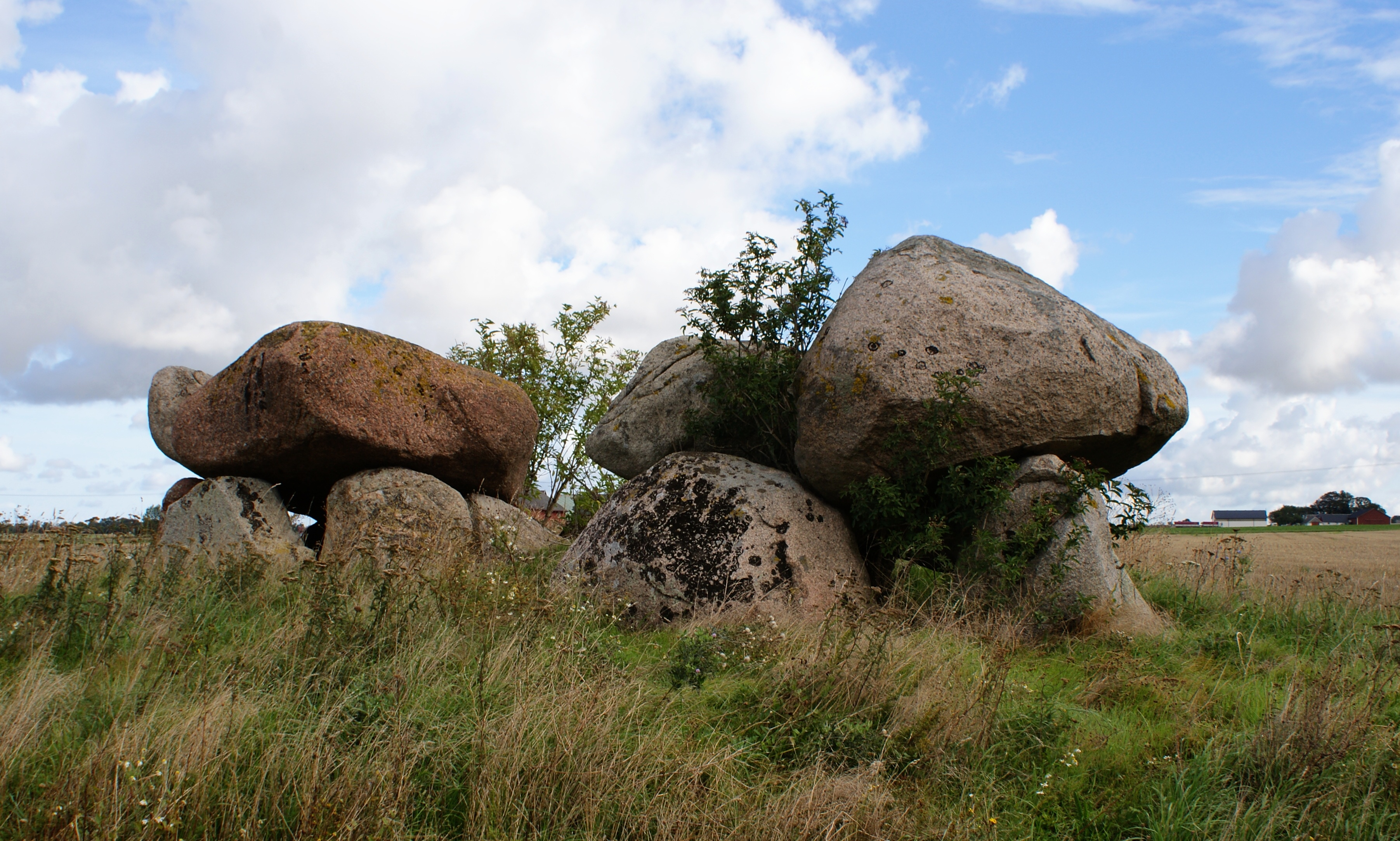
Snarringe

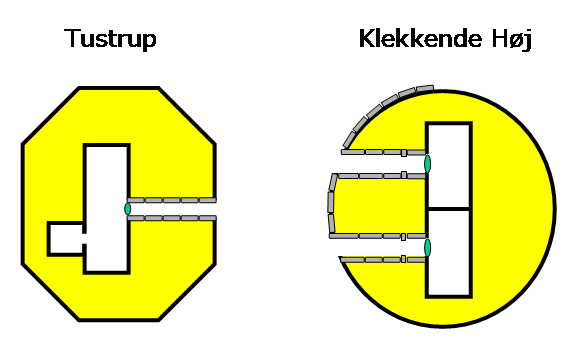
Prinzipskizze Doppelganggrab rechts

Snarringe (auch Hammarlöv 1a und 1b genannt) ist eines von drei Doppelganggräbern (schwedisch Dubbelgånggrifter) in Schweden, die alle in Schonen liegen (die anderen sind Stenhögen und Stora Kungsdösen). Das Ganggrab befindet sich etwa 800 m nordöstlich des Dorfes Skegrie (Gemeinde Trelleborg). Das Ganggrab entstand zwischen 3500 und 2800 v. Chr. als Megalithanlage der Trichterbecherkultur (TBK). Das Ganggrab ist eine Bauform jungsteinzeitlicher Megalithanlagen, die aus einer Kammer und einem baulich abgesetzten, lateralen Gang besteht. Diese Form ist primär in Dänemark, Deutschland und Skandinavien, sowie vereinzelt in Frankreich und den Niederlanden zu finden.
Es ist eine seltene, aber insbesondere auf Seeland und Nordjütland in Dänemark in 57 Exemplaren bekannte Sonderform des Ganggrabes. Es entstand als Megalithanlage der Trichterbecherkultur (TBK). Neolithische Monumente sind Ausdruck der Kultur und Ideologie neolithischer Gesellschaften. Ihre Entstehung und Funktion gelten als Kennzeichen der sozialen Entwicklung.

## Beschreibung
Snarringe hat zwei etwa einen Meter voneinander entfernt im selben Langhügel errichtete (für Ganggräber recht kurze) Kammern, von denen ursprünglich jede einen seitlichen Zugang hatte. Die nördliche Kammer mit einer Grundfläche von 3,0 m × 2,2 m ist 1,7 m hoch und hat einen etwa zwei Meter langen Gang, der ungewöhnlicherweise im Nordosten ansetzt. Die südliche Kammer von etwa 2,0 m × 2,0 m ist 1,5 m hoch. Der Gang der südlichen Kammer ist abgetragen worden. Beide Kammern haben zwei Decksteine, auf denen sich Hunderte von Schälchen befinden. 
Funde, die Mitte des 19. Jahrhunderts gemacht wurden, datieren die Anlage der TBK zwischen 3500 und 2800 v. Chr. In der nördlichen Kammer wurden ein Skelett, eine Axt, menschliche Knochenfragmente und Scherben gefunden; die südliche Kammer ergab Knochenfragmente, eine Bernsteinperle, Feuersteinklingen, einen Schleifstein, Scherben und einen mittelneolithischen Topf.
In der Nähe liegen die Skegriedösen und das Gräberfeld von Döserygg.